# Parco naturale nazionale del basso Dnestr
Il Parco naturale nazionale del basso Dnestr (in ucraino Нижньодністровський національний природний парк?) copre un'ampia porzione dell'estuario del fiume Dnestr, al suo sbocco nel Mar Nero nell'Ucraina sudoccidentale. Le pianure alluvionali e i corsi d'acqua sono importanti per la nidificazione e lo svernamento degli uccelli acquatici. Sono importanti anche per la riproduzione dei pesci: nel parco sono registrate oltre 70 specie di pesci raggruppati in 20 gruppi. I confini includono due siti di zone umide di importanza internazionale in base ai dettami della Convenzione di Ramsar. Il parco si trova a circa 30 km a ovest della città di Odessa, nei distretti amministrativi di Bilhorod-Dnistrovskyi, Bilyayivka e Ovidiopol nell'Oblast' di Odessa.

## Topografia
Il parco copre la parte settentrionale del Dnestr Liman (estuario), compresa la confluenza del fiume Dnestr e del fiume Turunchuk che entra dalla Moldavia a ovest. L'area costiera è una laguna d'acqua dolce e le aree interne sono delta interni permanenti e laghi d'acqua dolce intermittenti. Come è comune con i parchi nazionali in Ucraina, il Basso Dnestr è distribuito tra diverse zone: protezione della natura, attività ricreative regolamentate, attività ricreative fisse e uso economico. La parte meridionale del parco sul Golfo di Karogol è una riserva ittiologica dove è vietata la pesca.

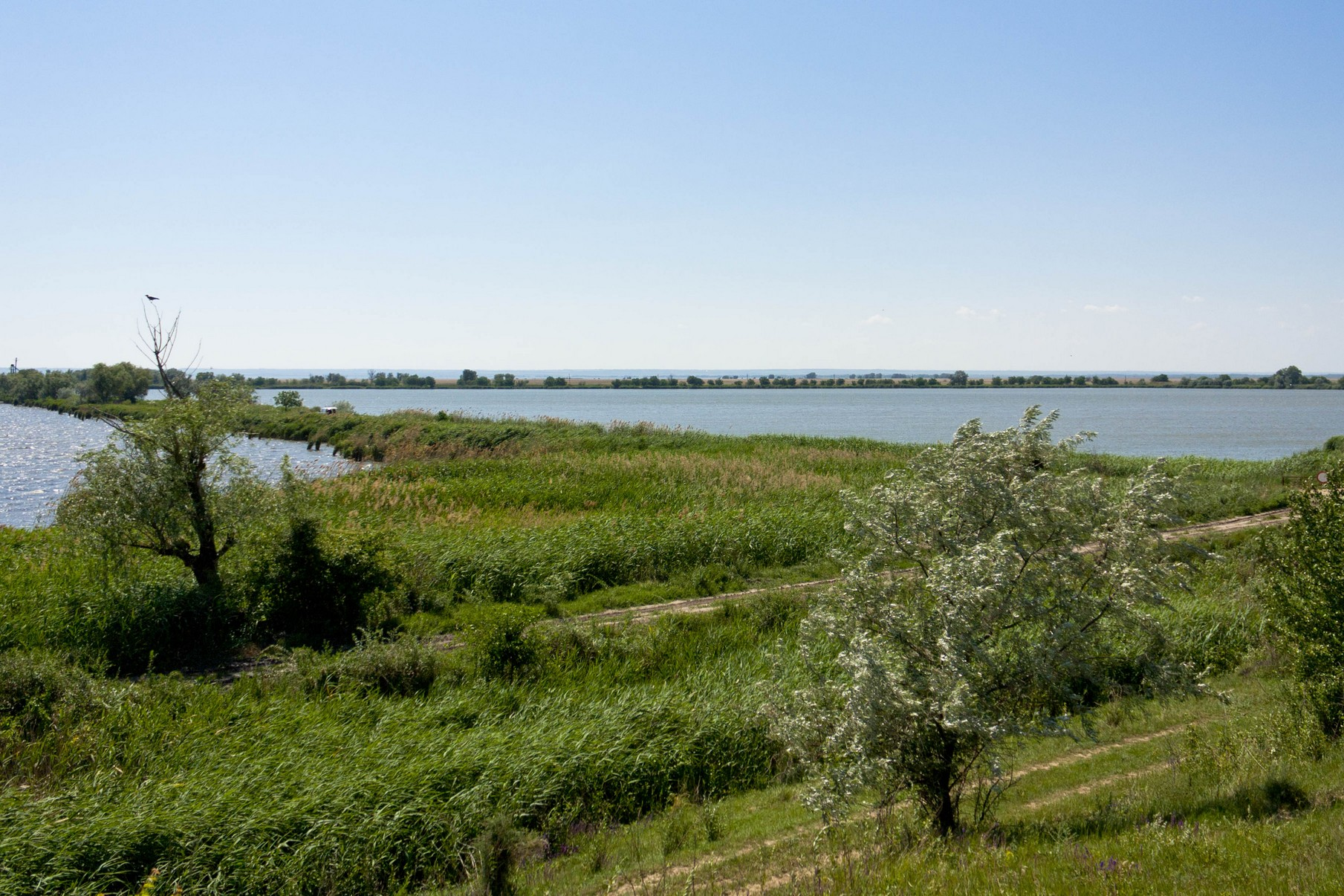
Area protetta nel Parco del Basso Dnestr

## Clima ed ecoregione
Il clima del Basso Dnestr è continentale umido, estate calda (Classificazione climatica di Köppen (Dfb)). Questo clima è caratterizzato da forti escursioni termiche, sia diurne che stagionali, con estati miti e inverni freddi e nevosi. Le precipitazioni sono in media di 300–400 mm all'anno.
Il Parco naturale nazionale del basso Dniester si trova nell'ecoregione della steppa del Ponto-Caspio, una regione che copre una distesa di praterie che si estende dalle coste settentrionali del Mar Nero al Kazakistan occidentale.

## Flora e fauna
Gli habitat nel parco includono penisole, canneti, creste di scorrimento, torbiere galleggianti e isole di foreste alluvionali.
Sono state stimate fino a 15.000 coppie di uccelli nidificanti. Le specie nidificanti dominanti di uccelli acquatici sono la folaga euroasiatica, lo svasso maggiore, il germano reale e il gabbiano comune.

## Uso pubblico

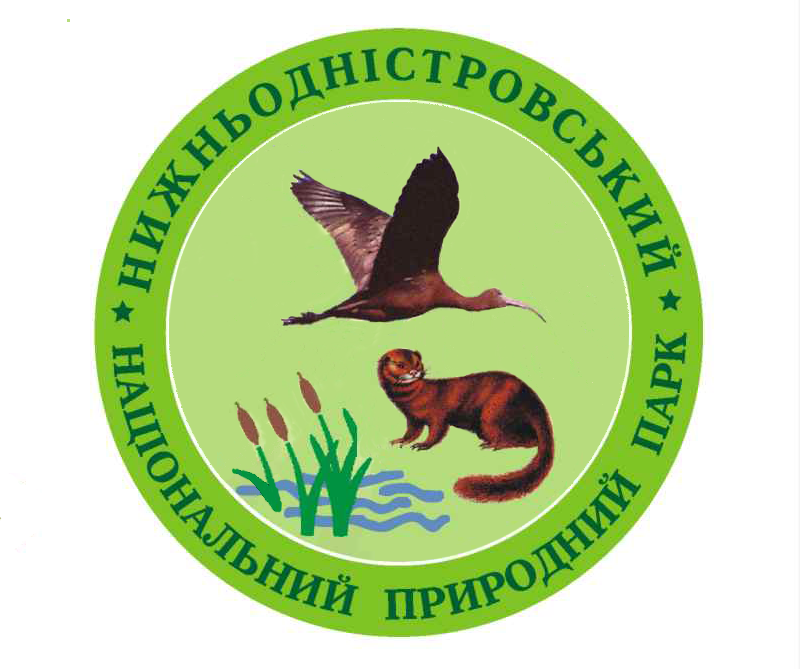
Logo del parco

Nel parco sono presenti quattro principali percorsi di ecoturismo: (a) "Dniester Amazon", un percorso fluviale con sei fermate di osservazione attraverso lo Stretto delle Amazzoni (un canale pittoresco in una foresta) e il fiume Turunchuk, (b) "Brilliant Ibis", un percorso parallelo al primo, (c) "Il regno degli uccelli", un'escursione di 20 km di birdwatching attraverso i bassi fondali dell'estuario, e (d) "Il sentiero di papà Ovsia".